# 計算可能解析学
数学ならびに計算機科学において、計算可能解析学（けいさんかのうかいせきがく、英語: computable analysis）とは、計算可能性理論の観点から解析学を研究する分野である。これは計算可能な仕方で展開可能な実解析学や関数解析学の部分と関わる。この分野は構成的解析学や数値解析と密接に関係する。

## 基本的な構成

### 計算可能実数
計算可能数は実数であって、有限かつ停止するアルゴリズムによって、どんな望みの精度でも計算できるようなものである。これらはまた再帰的数（帰納的数、recursive number）あるいは計算可能実数（computable reals）としても知られる。

### 計算可能実関数
関数 {\displaystyle f\colon \mathbb {R} \to \mathbb {R} } が列計算可能（sequentially computable）とは、任意の計算可能実数の計算可能数列 {\displaystyle \{x_{i}\}_{i=1}^{\infty }} に対し、列 {\displaystyle \{f(x_{i})\}_{i=1}^{\infty }} が再び計算可能となることである。

## 基本的な結果
計算可能実数の全体は実閉体を成す（Weihrauch 2000, p. 180）。計算可能実数上の等号は計算不可能であるが、相等しくない計算可能実数に対する大小関係は計算可能である。
計算可能実関数は計算可能実数を計算可能実数に写す。計算可能実関数の合成関数は再び計算可能となる。任意の計算可能実関数は連続である（Weihrauch 2000, p. 6）。
リーマン積分は計算可能な作用素である：換言すれば、任意の計算可能関数について、その積分を数値的に評価するアルゴリズムがある、
一様ノルムを取る演算もまた計算可能である。これがリーマン積分の計算可能性を導く。
実数値関数の微分作用素は計算不可能であるが、複素関数に対するそれは計算可能である。後者の結果はコーシーの積分公式および積分の計算可能性から従う。前者の否定的結果は（実数値関数上の）微分が不連続であるという事実による。これは、実解析と複素解析の間の隔たりを示している。また、しばしば前述の積分公式や自動微分によってバイパスされる、数値微分の困難さも示している。